# Песочня (Перемышльский район)
Песочня — деревня в Перемышльском районе Калужской области, административный центр муниципального образования Сельское поселение «Деревня Песочня».

## География
Расположена на обеих берегах реки Должанки в километре к югу от федеральной автодороги Р-132 «Золотое кольцо» и в 24 километрах от областного центра — города Калуги.

## Население
| 2002 | 2010 |
| ---- | ---- |
| 163  | ↗172 |

## История
Поселение известно с допетровских времён. Упоминается в писцовых книгах Калужского уезда XVIII века. В атласе Калужского наместничества, изданного в 1782 году, — Песочня, обозначена на карте как деревня Калужского уезда на «Дороге от Калуги в город Тулу», при 18 дворах, в которой проживало по ревизии душ — 71.

Деревня Песочня АндрҌя Борисова сына Кологривовай и ПелагҌ.. Ивановой дочери Грецовой...— Описания и алфавиты к Калужскому атласу
В 1858 году деревня (вл.) Песочня 3-го стана Калужского уезда, при 22 дворах и 225 жителях — по Старо-Тульскому тракту от Калуги .
К 1914 году Песочня — деревня Лосенской волости Калужского уезда Калужской губернии. В 1913 году население более 128 человек. Имелась собственная земская школа.
В годы Великой Отечественной войны деревня была оккупирована войсками Нацистской Германии с начала октября по 22 декабря 1941 года. Освобождена в ходе Калужской наступательной операции частями 258-й стрелковой дивизии 50-й армии генерал-лейтенанта И. В. Болдина.
После войны в Песочне были построены клуб, хлебопекарня, библиотека, детский сад, школа и почтовое отделение.

## Объекты историко-культурного наследия
Братская могила советских воинов. Возникла в 1942 году, в деревне Зябки, местные жители захоронили там останки красноармейцев, погибших в боях в деревне, окрестностях и на шоссе Тула — Калуга в декабре 1941 года. В 1975 году было произведено перезахоронение останков из могилы в Зябках на центральную усадьбу совхоза «Куровской» в Песочне, перезахоронение продолжалось и в 2003—2004 годах. Всего в могиле покоится прах 101 советского воина.